# Euphelma Choden Wangchuck
Ashi Euphelma Choden Wangchuck, född 6 juni 1993, prinsessa av Bhutan, dotter av Jigme Singye Wangchuck till Hennes Majestät Ashi Sangay Choden Wangchuck.